# Mona Barthel
Mona Barthel (Bad Segeberg, Alemania Federal, 11 de julio de 1990) es una tenista alemana. 
Hasta la fecha ha logrado 4 títulos individuales y 2 de dobles en el circuito WTA.

## Títulos WTA (7; 4+3)

### Individual (4)
| Leyenda                    |
| Grand Slam (0)             |
| WTA Tour Championships (0) |
| Premier Mandatory (0)      |
| Premier 5 (0)              |
| Premier (1)                |
| International (3)          |

| N.º | Fecha                | Torneo | Superficie    | Oponente en la final | Resultado     |
| --- | -------------------- | ------ | ------------- | -------------------- | ------------- |
| 1.  | 14 de enero de 2012  | Hobart | Dura          | Yanina Wickmayer     | 6-1, 6-2      |
| 2.  | 3 de febrero de 2013 | París  | Dura (i)      | Sara Errani          | 7-5, 7-6(4)   |
| 3.  | 20 de julio de 2014  | Bastad | Tierra batida | Chanelle Scheepers   | 6-3, 7-6(3)   |
| 4.  | 6 de mayo de 2017    | Praga  | Tierra batida | Kristýna Plíšková    | 2-6, 7-5, 6-2 |

#### Finalista (3)
| N.º | Fecha                 | Torneo     | Superficie    | Oponente en la final | Resultado        |
| --- | --------------------- | ---------- | ------------- | -------------------- | ---------------- |
| 1.  | 12 de enero de 2013   | Hobart     | Dura          | Yelena Vesnina       | 3-6, 4-6         |
| 2.  | 19 de julio de 2015   | Bastad     | Tierra batida | Johanna Larsson      | 3-6, 6-7(2)      |
| 3.  | 25 de octubre de 2015 | Luxemburgo | Dura (i)      | Misaki Doi           | 4-6, 7-6(7), 0-6 |

### Dobles (3)
| Leyenda                    |
| Grand Slam (0)             |
| WTA Tour Championships (0) |
| Premier Mandatory (0)      |
| Premier 5 (0)              |
| Premier (2)                |
| International (1)          |

| N.º | Fecha                 | Torneo     | Superficie        | Pareja             | Oponentes en la final                    | Resultado        |
| --- | --------------------- | ---------- | ----------------- | ------------------ | ---------------------------------------- | ---------------- |
| 1.  | 28 de abril de 2013   | Stuttgart  | Tierra batida (i) | Sabine Lisicki     | Bethanie Mattek-Sands Sania Mirza        | 6-4, 7-5         |
| 2.  | 25 de octubre de 2015 | Luxemburgo | Dura (i)          | Laura Siegemund    | Anabel Medina Arantxa Parra              | 6-2, 7-6(2)      |
| 3.  | 28 de abril de 2019   | Stuttgart  | Tierra batida (i) | Anna-Lena Friedsam | Anastasiya Pavliuchenkova Lucie Šafářová | 2-6, 6-3, [10-6] |

#### Finales (1)
| N.º | Fecha                    | Torneo | Superficie | Pareja        | Oponentes en la final                | Resultado |
| --- | ------------------------ | ------ | ---------- | ------------- | ------------------------------------ | --------- |
| 1.  | 21 de septiembre de 2014 | Seúl   | Dura       | Mandy Minella | Lara Arruabarrena Irina-Camelia Begu | 3-6, 3-6  |

## Grand Slam rendimiento

### Sencillos
| Grand Slam Tournaments |     |     |     |     |     |     |     |     |     |        |       |
| Australian Open        | A   | A   | A   | 3R  | 1R  | 3R  | 2R  | 1R  | 4R  | 0 / 6  | 8–6   |
| French Open            | A   | A   | 2R  | 1R  | 1R  | 3R  | 1R  | 1R  | 1R  | 0 / 7  | 3–7   |
| Wimbledon              | A   | Q1  | 1R  | 1R  | 2R  | 2R  | 1R  | 2R  | 1R  | 0 / 7  | 3–7   |
| US Open                | A   | Q1  | 2R  | 1R  | 2R  | 2R  | 3R  | 1R  |     | 0 / 6  | 5–6   |
| Win–Loss               | 0–0 | 0–0 | 2–3 | 2-4 | 2-4 | 6-4 | 3-4 | 1-4 | 3–3 | 0 / 26 | 19–26 |

### Dobles
| Grand Slam Tournaments |     |     |     |     |     |     |      |
| Australian Open        | 1R  | 1R  | 1R  | 2R  | 1R  | A   | 1–5  |
| French Open            | 1R  | 2R  | 1R  | 1R  | A   | 1R  | 1–5  |
| Wimbledon              | 1R  | 1R  | 1R  | 3R  | 1R  | 2R  | 3–6  |
| US Open                | 2R  | 2R  | 1R  | 2R  | 1R  |     | 3–5  |
| G–P                    | 1–4 | 2–4 | 0–4 | 4–4 | 0–3 | 1–2 | 8–21 |